# Deutsche Sprachwelt
Die Deutsche Sprachwelt (DSW) ist eine überregionale Zeitschrift für Sprachpflege. Herausgeber ist der Verein für Sprachpflege e. V. (VfS). Die DSW tritt für die Erhaltung einer lebendigen deutschen Sprache ein und fordert allgemein bessere Verständlichkeit in der Sprache. Besonders wendet sie sich gegen den übertriebenen Gebrauch von Anglizismen, für die Erhaltung der Schreibschrift und gegen die Rechtschreibreform. Chefredakteur ist Thomas Paulwitz. Die DSW erscheint in der im 20. Jahrhundert gebräuchlichen Rechtschreibung.
Die Deutsche Sprachwelt wird kostenlos abgegeben und finanziert sich vor allem aus Spenden. Sie erscheint vierteljährlich in einer gedruckten Fassung mit eigenen Ausgaben in Deutschland und in Österreich und veröffentlicht aktuelle Nachrichten zur Sprache im Internet. Laut Auskunft des Chefredakteurs Anfang 2021 liegt die Höhe der Druckauflage der Zeitung bei 25.000. Bei Annahme von 2 bis 3 Lesern je Zeitung ergibt sich eine Reichweite von etwa 65.000 Lesern. Eine Erhebung der IVW liegt nicht vor.

## Plattformgedanke
Die Deutsche Sprachwelt bezeichnet sich als „Plattform für alle, die Sprache lieben“. Das äußert sich zum einen in der Zusammenarbeit mit anderen Sprachvereinen, etwa mit der Aktion Deutsche Sprache (Hannover), dem Verein für deutsche Rechtschreibung und Sprachpflege, dem Bund für deutsche Schrift und Sprache oder dem Sprachrettungsklub Bautzen/Oberlausitz. Im Januar 2007 wirkte die Zeitschrift an der Wiedergründung der Fruchtbringenden Gesellschaft mit, in der sich mehrere Sprachvereine sammeln. Ein weiteres Beispiel für die Zusammenarbeit ist die Leitung des Sprachausschusses des Pegnesischen Blumenordens in Nürnberg durch Thomas Paulwitz. Zum zehnten Geburtstag der Zeitschrift im Jahr 2010 veröffentlichte die Deutsche Sprachwelt Glückwünsche von den Vorsitzenden acht verschiedener Sprachpflegevereine.
Zu den Autoren der Deutschen Sprachwelt zählen Sprachschützer, Sprachwissenschaftler (wie Horst Haider Munske), Politiker (wie Christian Wulff, Peter Müller und Peter Ramsauer), Schriftsteller und Dichter (wie Reiner Kunze) und Lehrer (wie Josef Kraus), aber auch Fachwissenschaftler wie Johannes Heinrichs oder Dagmar Schmauks. So treffen Sprachpflege, Sprachkritik, Sprachpolitik und Sprachwissenschaft aufeinander. Außerdem will die DSW auch diejenigen erreichen, die sich nicht in einem Sprachverein organisieren wollen.
Die Gesellschaft für deutsche Sprache skizziert den Plattformgedanken folgendermaßen: „Die Deutsche Sprachwelt will offenbar ein möglichst breites Spektrum sprachpflegerischer Bemühungen darstellen und nennt daher auch Institutionen und Initiativen mit unterschiedlicher, mitunter konkurrierender Ausrichtung. Daneben finden sich allgemein abgefasste Artikel zu Sprachthemen, die Auswahl beschränkt sich dabei nicht auf die deutsche Sprache, es werden auch Informationen zu anderen europäischen und außereuropäischen Sprachen vermittelt.“
Nicht alle fühlen sich jedoch von dem Plattformgedanken angesprochen. Das Verhältnis zwischen dem bekanntesten deutschen Sprachverein und der bekanntesten deutschen Sprachzeitung ist widersprüchlich. Der Bundesvorstand des Vereins Deutsche Sprache (VDS) hat die DSW „als Trittbrettfahrer bei VDS-Aktionen“ bezeichnet und gewarnt: „Jede Spende an diese Adresse geht unserer Sache verloren.“ Im Widerspruch dazu steht die gelegentliche Zusammenarbeit des VDS mit der DSW, etwa bei der Unterschriftensammlung für Deutsch als gleichberechtigte Arbeitssprache in der Europäischen Union: „Wir danken allen Unterschriftensammlern und Unterschriftsleistenden für ihren Einsatz und der DSW für ihre Unterstützung.“ Daneben treten Vorstandsmitglieder, Mitglieder des Wissenschaftlichen Beirats und Regionalleiter des VDS als Autoren und Mitarbeiter der DSW auf, darunter sogar der VDS-Vorsitzende Walter Krämer selbst.

## Aktionen

### Aufrufe und Kampagnen
Die DSW verfasst immer wieder medienwirksame Aufrufe, etwa zur Auswechslung der Fußballkommentatoren im Fernsehen (2004) und zum „Sprachfasten“ (2005), und startet Kampagnen wie die Aktion „Deutschpflicht für Politiker“ (2006), die Anti-SALE-Aktion „Schluß mit dem Ausverkauf der deutschen Sprache“ (2009), die Petition „Deutsch ins Grundgesetz“ („Die Sprache der Bundesrepublik Deutschland ist Deutsch“) an den Deutschen Bundestag (2009) sowie die Aktionen „1.000 Gründe für die deutsche Sprache“ (2010), „Freie Fahrt für die deutsche Sprache“ (2011) und „Rettet die Schreibschrift!“ (2011, 2017).

### Straße der deutschen Sprache
Seit 2010 verfolgt die Deutsche Sprachwelt zusammen mit der Neuen Fruchtbringenden Gesellschaft das Ziel, eine Straße der deutschen Sprache als neue Ferienstraße in den Bundesländern Thüringen, Sachsen-Anhalt und Sachsen auszuweisen. Die in der Zeitschrift bisher vorgestellten Städte sind Schleiz, Bad Lauchstädt, Gräfenhainichen und Merseburg. Die Route soll 25 Städte miteinander verbinden. Am 30. März 2011 gründeten Vertreter mehrerer Städte in Köthen (Anhalt) eine Arbeitsgemeinschaft (AG), um die Straße zu verwirklichen. Am 4. Mai 2011 wählte die AG Thomas Paulwitz zum Sprecher. Als stellvertretende Sprecher der AG fungieren der Verleger Juergen Klimpke (Schleiz) und der Sprachschützer Diethold Tietz (Bautzen).

### Wettbewerbe
Die Deutsche Sprachwelt veranstaltet auch Nachwuchswettbewerbe, mit denen die deutsche Sprache gefördert werden soll. Im Jahr 2006 schrieb sie den Wettbewerb für Fußballkommentatoren „Sport ist Wort“ aus, den der Münchner Sportstudent Frank Hanauer gewann. 2007 sucht die Zeitschrift im Rahmen der von ihr zum 175. Todesjahr Goethes mitorganisierten Veranstaltungsreihe „Goethe lebt“ Dichternachwuchs. Außerdem unterstützt die Deutsche Sprachwelt seit 2007 den jährlichen Schülerwettbewerb „Schöne deutsche Sprache“ der Neuen Fruchtbringenden Gesellschaft.

### Sprachwahrer des Jahres
Die Deutsche Sprachwelt hat das Wort „Sprachwahrer“ bekannt gemacht. Seit dem Jahr 2000 kürt die Leserschaft der DSW alljährlich die Sprachwahrer des Jahres, um einen in ihren Augen vorbildlichen Einsatz für die deutsche Sprache zu würdigen. Die bisherigen Preisträger sind:
| Jahr | Platz                                                 | Preisträger                                                        | Begründung |
| ---- | ----------------------------------------------------- | ------------------------------------------------------------------ | --- |
| 2000 |                                                       | Frankfurter Allgemeine Zeitung                                     | |
| 2000 | Peter Vogelgesang                                     |                                                                    | |
| 2000 | Karl-Heinz Requard                                    |                                                                    | |
| 2001 |                                                       | Martin Mosebach                                                    | |
| 2001 | Theodor Ickler                                        |                                                                    | |
| 2001 | Pforzheimer Versandhandel                             |                                                                    | |
| 2002 |                                                       | Reiner Kunze                                                       | |
| 2002 | Harald Schmidt                                        |                                                                    | |
| 2002 | Katharina Burkhardt                                   |                                                                    | |
| 2003 |                                                       | Deutschsprachige Universität Budapest                              | |
| 2003 | Präsidenten der deutschen Akademien                   |                                                                    | |
| 2003 | Regionalgruppe Stuttgart des Vereins Deutsche Sprache |                                                                    | |
| 2004 | 1                                                     | Mathias Döpfner                                                    | Der Vorstandsvorsitzende der Axel Springer AG Mathias Döpfner habe die Rückkehr der Springer-Presse zur klassischen Rechtschreibung beschlossen. |
| 2004 | 2                                                     | Karin Pfeiffer-Stolz                                               | Auch die Verlegerin Karin Pfeiffer-Stolz sei mit ihrem Schulbuchverlag zur bewährten Rechtschreibung zurückgekehrt. |
| 2004 | 3                                                     | Bastian Sick                                                       | Der Autor Bastian Sick habe mit seinem sprachkritischen Buch Der Dativ ist dem Genitiv sein Tod für Aufsehen gesorgt. |
| 2005 | 1                                                     | Stadt Mühlhausen in Thüringen                                      | Mühlhausen habe sich zum Ziel gesetzt, auf Anglizismen zu verzichten. |
| 2005 | 2                                                     | Josephine Ahrens                                                   | Die Schülerin Josephine Ahrens habe sich vor dem Niedersächsischen Oberverwaltungsgericht das Recht erstritten, in der Schule nach der herkömmlichen Rechtschreibung schreiben zu dürfen. |
| 2005 | 3                                                     | Papst Benedikt XVI.                                                | Papst Benedikt XVI. nutze und bereichere in seinen Schriften die Ausdruckskraft der deutschen Sprache. |
| 2006 | 1                                                     | Edda Moser                                                         | Edda Moser begründete im Jahr 2006 das Festspiel der Deutschen Sprache. |
| 2006 | 2                                                     | Natascha Kampusch                                                  | Das Entführungsopfer Natascha Kampusch erhielt die Auszeichnung für ihre „Wortgewandtheit“. |
| 2006 | 3                                                     | Kundenzeitschrift „Centaur“ der Drogeriekette Rossmann             | Die Zeitschrift „Centaur“ wurde wegen ihres Verzichts auf Anglizismen geehrt. |
| 2007 | 1                                                     | Porsche AG                                                         | Porsche halte an Deutsch als Unternehmenssprache fest und fördere die deutsche Sprache im Ausland. |
| 2007 | 2                                                     | Rolf Zuckowski                                                     | Der Liedermacher Rolf Zuckowski schreibe für Kinder eingängige Lieder in ihrer Muttersprache. |
| 2007 | 3                                                     | Initiative Sprachlicher Verbraucherschutz                          | Die Initiative „Sprachlicher Verbraucherschutz“ der CDU/CSU-Bundestagsfraktion trete für eine verständliche Sprache ein. |
| 2008 | 1                                                     | Initiative Pro Deutsche Welle von Mitarbeitern der Deutschen Welle | Die Initiative Pro Deutsche Welle habe vor der „Amerikanisierung des deutschen Auslandssenders“ gewarnt. |
| 2008 | 2                                                     | Volker Hoff und Wolfgang Reinhart                                  | Die beiden damaligen Europaminister aus Baden-Württemberg (Wolfgang Reinhart) und Hessen (Volker Hoff) hätten sich im Jahr 2008 besonders für die Stärkung der deutschen Sprache in der Europäischen Union eingesetzt. |
| 2008 | 3                                                     | Norbert Lammert                                                    | Bundestagspräsident Norbert Lammert habe die Forderung, Deutsch ins Grundgesetz aufzunehmen, in die politische Debatte getragen. |
| 2008 | 3                                                     | Manuscriptum                                                       | Der Verlag „Manuscriptum“ halte an der traditionellen Rechtschreibung fest und biete ein entsprechendes Wörterbuch an. |
| 2009 | 1                                                     | Karl-Theodor zu Guttenberg                                         | Bundesverteidigungsminister Karl-Theodor zu Guttenberg setze sich für eine ehrliche Sprache ein und sei ein sehr begabter und gewandter Redner. |
| 2009 | 2                                                     | Ulrich Wickert                                                     | Der ehemalige Tagesthemen-Sprecher Ulrich Wickert sei ein sprachempfindlicher Mensch, der zum Beispiel lieber „Strafmaßnahme“ statt „Sanktion“, „Blutrecht“ statt „ius sanguinis“ oder „Judenvernichtung“ statt „Holocaust“ sagt, denn deutsche Wörter seien für ihn „saftiger, kräftiger, ausdrucksstärker“. |
| 2009 | 3                                                     | Louis van Gaal                                                     | Als Trainer des FC Bayern München ersetzte Louis van Gaal unter anderem Englisch durch Deutsch als Verständigungssprache der Spieler. |
| 2010 | 1                                                     | Peter Ramsauer                                                     | Der Bundesverkehrsminister und stellvertretende CSU-Vorsitzende Peter Ramsauer tilge im Rahmen seiner „Deutsch-Initiative“ in seinem Ministerium mit Hilfe einer Übersetzungsliste Anglizismen. Auf seine Veranlassung wird die Deutsche Bahn AG die „Service Points“ in „Information“ umbenennen. |
| 2010 | 2                                                     | Joachim Gauck                                                      | Der frühere Beauftragte für die Stasi-Unterlagen Joachim Gauck habe verständliches Politikerdeutsch gefordert. |
| 2010 | 3                                                     | Peter Hahne                                                        | Der Fernsehmoderator Peter Hahne setze sich als Sprachkritiker mit deutlichen Worten für die deutsche Sprache ein. |
| 2010 | 3                                                     | Günter B. Merkel                                                   | Der Dichter, dessen Verse auch in der „Deutschen Sprachwelt“ erscheinen, macht deutlich, er „… hoffe auf das Wohlwollen jener kritischer Zeitgenossen, die sich dem Zeitgeist widersetzen und es ablehnen, den Mischmach nachzuplappern, den ihnen die Werbung vorsetzt, die mit Unverständnis und Wut auf die Flut des Kauderwelsches reagieren …“. |
| 2011 | 1                                                     | Loriot                                                             | Loriot habe die deutsche Sprache geprägt und bereichert, nicht nur neue deutsche Wörter erfunden, sondern auch Ausrufen wie „Moooment!“ und „Ach was?!“ eine neue Bedeutung gegeben. Außerdem habe sich Loriot kritisch zur Entwicklung der deutschen Sprache geäußert. |
| 2011 | 2                                                     | Wolfgang Bosbach                                                   | Er setzt sich seit langem für eine Verankerung der deutschen Sprache im Grundgesetz ein und sende mit gepflegtem Deutsch ein starkes Zeichen gegen die Verwahrlosung des Sprachgebrauchs in der Politik aus. |
| 2011 | 3                                                     | Klaus Tolksdorf und Wolfgang Ball                                  | |
| 2011 | 3                                                     | Modehaus Nikolaus                                                  | Das Rostocker Bekleidungsgeschäft Modehaus „Nikolaus“ schloss sich der Anti-SALE-Aktion der „Deutschen Sprachwelt“ an und plakatierte in seinen Filialen die Forderung „Schluß mit dem Ausverkauf der deutschen Sprache“. Kathrin Schreiber, eine Dekorateurin im Modehaus „Nikolaus“ berichtete von anhaltend ablehnenden Rückmeldungen von Kunden, die sich an dem Wort „SALE“ stören und nichts damit anfangen können. Der NDR meinte zu dieser Aktion: „Wer wirklich auffallen will, der schreibt wieder deutsch.“ |
| 2012 | 1                                                     | Frank Plasberg                                                     | Der Moderator Frank Plasberg bestehe in seiner ARD-Sendung „Hart aber fair“ darauf, Fremdwörter und unverständliche Ausdrücke zu erklären. |
| 2012 | 2                                                     | Horst Hippler                                                      | Horst Hippler, Präsident der Hochschulrektorenkonferenz, hatte sich in einem Zeitungsinterview dagegen gewandt, Lehrveranstaltungen nur auf Englisch abzuhalten. |
| 2012 | 3                                                     | Bad Homburger Gymnasiasten                                         | Gymnasiasten aus Bad Homburg hatten Hunderte alter Wörter gesammelt, beschrieben und veröffentlicht. |
| 2013 | 1                                                     | Deutsche Bahn                                                      | Die Deutsche Bahn habe ein Glossar erarbeitet, wie Anglizismen ersetzt werden könnten. |
| 2013 | 2                                                     | Otfried Preußler                                                   | Der Kinderbuchautor Otfried Preußler wollte verhindern, dass der Verlag sein Buch Die kleine Hexe politisch korrekt umschrieb. |
| 2013 | 3                                                     | LaBrassBanda                                                       | Die bayerische Blasmusikgruppe „LaBrassBanda“ hätte mit ihrem Lied „Nackert“ Deutschland mit einem deutschsprachigen Lied beim europäischen Liederwettbewerb „ESC“ vertreten können, doch ein ARD-Preisgericht kippte die Publikumsentscheidung zugunsten eines englisch gesungenen Stückes. |
| 2014 | 1                                                     | Johannes Singhammer                                                | Der Vizepräsident des Deutschen Bundestags Johannes Singhammer setze sich in Brüssel dafür ein, dass die Europäische Union Deutsch, Englisch und Französisch gleichberechtigt verwendet. |
| 2014 | 2                                                     | Monika Gruber                                                      | Die Kabarettistin Monika Gruber machte sich im Juli 2014 in der Sendung „schlachthof“ über politisch korrekte Sprache lustig. |
| 2014 | 3                                                     | Heike Diefenbach und Michael Klein                                 | Die Sozialwissenschaftler Heike Diefenbach und Michael Klein setzten sich mit Petitionen und Offenen Briefen dafür ein, das „Gender-Mainstreaming“ zurückzudrängen. |
| 2015 | 1                                                     | Sebastian Zidek                                                    | Der Student an der Technischen Universität Berlin Sebastian Zidek wehrte sich, indem er sich an die Rechtsabteilung der Universität wandte, erfolgreich gegen die Drohung einer Dozentin, schlechtere Noten zu bekommen, wenn er für seine Arbeiten im Bereich Verkehrswesen keine „gendersensible Sprache“ verwendet. |
| 2015 | 2                                                     | Andrew Onuegbu                                                     | Der gebürtige Nigerianer Andrew Onuegbu nennt sein Gasthaus in Kiel „Zum Mohrenkopf“, weil er selbst schwarz ist. |
| 2015 | 3                                                     | Sarah Connor                                                       | Die Sängerin Sarah Connor sang in ihrem erfolgreichen Album „Muttersprache“ erstmals auf Deutsch. |
| 2016 | 1                                                     | Miroslav Klose                                                     | für die Unterstützung der „Miro Deutschen Fußballschulen“ in Oberschlesien |
| 2016 | 2                                                     | Hamed Abdel-Samad                                                  | „Er setzt die deutsche Sprache besser, schärfer und beherzter ein als so mancher Muttersprachler.“ |
| 2016 | 3                                                     | Henryk M. Broder                                                   | |
| 2017 | 1                                                     | Der Postillon                                                      | Der Postillon „veröffentlicht sprachkritische Meldungen, die so verrückt sind, daß sie schon wieder wahr sein könnten. Auf diese Weise macht Der Postillon auf sprachpolitische Fehlentwicklungen aufmerksam und regt zum Nachdenken über den Sprachgebrauch an.“ |
| 2017 | 2                                                     | Académie française                                                 | Die Académie française leitete eine Abkehr der französischen Politik von unverständlichen Gender-Schreibweisen ein. |
| 2017 | 3                                                     | „Der unbekannte Deutschlehrer“                                     | stellvertretend für alle Lehrer, die Tag für Tag ihre Schüler für die deutsche Sprache zu begeistern versuchen |
| 2018 | 1                                                     | Sebastian Kurz                                                     | Der österreichische Bundeskanzler macht die Höhe der Sozialleistungen an Asylberechtigte von deren Willen zum Deutschlernen abhängig. |
| 2018 | 2                                                     | Bundesministerium für Landesverteidigung                           | Das österreichische Ministerium verzichtet seit 2018 in seinen amtlichen Schriftstücken auf das „Binnen-I“. |
| 2018 | 3                                                     | Horst Samson                                                       | Der Dichter zählt zu den wichtigsten Vertretern rumäniendeutscher Literatur. |
| 2019 | 1                                                     | Uwe Steimle                                                        | Dem Schauspieler und Kabarettisten ist die deutsche Sprache heilig, besonders das Sächsische. Seine Redefreiheit ist ihm wichtig, weswegen der Mitteldeutsche Rundfunk im November seine Sendung („Steimles Welt“) einstellte. Steimle sagt: „Wer einem Volk die Sprache nimmt, bricht ihm das Rückgrat.“ |
| 2019 | 2                                                     | Dieter Nuhr                                                        | Der Kabarettist wendet sich gegen den Gender-Unfug in der Sprache und tritt für das Recht auf Meinungsfreiheit ein. In seiner Satire-Sendung „Nuhr im Ersten“ lässt er mit den Mitteln der Sprache Moral und Wirklichkeit aufeinanderprallen und nimmt dabei als „Antiextremist“ sogar in Kauf, beleidigt und bedroht zu werden. |
| 2019 | 3                                                     | Alice Schwarzer                                                    | Die Journalistin und Frauenrechtlerin warnte im April vor Sprachgeboten und Genderschreibungen: „Wir sollten uns davor hüten, eine bestimmte Sprache vorzuschreiben. […] Einen Unterstrich oder ein Sternchen im Wort kann ich nicht sprechen. Das verhunzt die Sprache.“ |
| 2019 | 3                                                     | Bautzener Kreistag                                                 | Die kommunale Volksvertretung für den Landkreis Bautzen verzichtete im August auf Initiative des örtlichen Sprachrettungsklubs einstimmig auf Gendersternchen und Binnen-Is. |
| 2020 | 1                                                     | Dirk Rabe                                                          | Der Betreiber einer Trainingseinrichtung setze sich für Begriffe wie „Zigeunersoße“ oder „Negerkuß“ ein, trotz heftiger Gegenreaktionen. |
| 2020 | 2                                                     | Lisa Eckhart                                                       | Die Kabarettistin zeichne sich durch „geschliffene, sarkastische Sprache und hintergründige Wortspiele“ aus. |
| 2020 | 3                                                     | Boris Reitschuster                                                 | Der Journalist kritisiere auf seiner Plattform die „Gendersprache“ und stehe ebenfalls für „kritische Berichterstattung“. |
| 2021 | 1                                                     | Matthias Berger                                                    | Der Oberbürgermeister von Grimma brachte die Verwaltungen der Stadt und des Landkreises Leipzig dazu, auf Gendersterne und ähnliche Schreibweisen zu verzichten |
| 2021 | 2                                                     | Dieter Hallervorden                                                | Der Schauspieler und Leiter des Schloßpark-Theaters in Berlin wendet sich gegen das Gendern. |
| 2021 | 3                                                     | Elke Heidenreich                                                   | Die Schriftstellerin und Literaturkritikerin findet in der Öffentlichkeit immer wieder deutliche Worte gegen die Gendersprache. |
| 2022 | 1                                                     | Volksgruppe der Deutschen in der Republik Polen                    | Die deutsche Minderheit wehrt sich gegen die staatliche Kürzung des Deutschunterrichts. Die polnische Regierung finanziert – statt vorher drei – jetzt nur noch eine Wochenstunde. Rund 50.000 Schüler sind betroffen. Von der deutschen Öffentlichkeit bleiben das Problem und der Widerstand dagegen weitestgehend unbeachtet. |
| 2022 | 2                                                     | Jürgen Plöhn                                                       | Der außerplanmäßige Politikprofessor an der Martin-Luther-Universität Halle-Wittenberg erwartet von seinen Studenten korrektes Deutsch ohne Gendern. Deswegen zeigten ihn Linke bei der Universitätsleitung an. Diese bespitzelte ihn daraufhin und stufte seine Lehrveranstaltungen als nicht mehr prüfungsrelevant ein. |
| 2023 | 1                                                     | ein Vater aus Berlin                                               | Der Erziehungsberechtigte, der aus Sicherheitsgründen anonym bleiben will, wehrt sich gegen gendernde Lehrer: „Diese Ideologie gehört nicht in den Unterricht.“ Es bestehe ein hoher Anpassungsdruck. Seinen Eilantrag wies das Berliner Verwaltungsgericht im März 2023 ab. Nun ist er vor das Oberverwaltungsgericht gezogen. |
| 2023 | 2                                                     | Heino                                                              | Der Sänger betonte, dass er weiterhin Lieder wie „Lustig ist das Zigeunerleben“ singen werde. Sie seien ein Stück Kulturgut. Er bekräftigte seine Kritik an Sprechverboten und am Gendern: „Ich lasse mir unsere schöne Sprache nicht wegnehmen.“ |
| 2023 | 3                                                     | Donna Leon                                                         | Die Schriftstellerin wendet sich gegen Zensur. Im Mai 2023 sagte sie der „Neuen Osnabrücker Zeitung“: „Wir leben jetzt in einer Welt, in der man nichts schreiben darf, was Leser kränkt, überrascht, verletzt, verstört oder in irgendeiner anderen Weise Empfindlichkeiten berührt. Das gefällt mir ganz und gar nicht. Das nennt man Zensur.“ Literatur-Klassiker wie „Pippi Langstrumpf“ um vermeintlich rassistische Begriffe zu bereinigen, vergleicht Donna Leon mit der Geschichtsklitterung im Kommunismus.   |

### Sprachsünder-Ecke
Seit Sommer 2005 (Ausgabe 20) veröffentlicht die DSW in jeder Ausgabe eine „Sprachsünder-Ecke“ und ruft ihre Leser auf, die „Sprachsünder“ zu einem gepflegteren Deutsch aufzufordern. Bisher standen in der Sprachsünder-Ecke:
- 2005: Deutsche Telekom, Deutsche Bahn, Günther Oettinger
- 2006: Robert Koch-Institut, Norisbank, Ministerriege Nordrhein-Westfalens, nochmals Deutsche Telekom
- 2007: Verkehrs- und Tarifverbund Stuttgart (VVS), Österreichische Bundesregierung, Duden-Redaktion, Langenscheidt
- 2008: BASF, Peterstaler Mineralquellen (Black Forest Pearl), Stiftung Deutsche Sporthilfe (Hall of Fame des deutschen Sports)
- 2009: Bayerisches Sozialministerium für das Programm Fit for Work, Bayerisches Landwirtschaftsministerium für die Broschüre Cross Compliance 2009 und Bayerisches Kulturministerium für den Wettbewerb EarSinn – Ohren auf und durch sowie die RUHR.2010 GmbH für die Veranstaltungstitel: TWINS – inter_cool, X-Circus Ruhr, Seven European Gardens, pottfiction, National Poetry Slam und !SING – Day of Song.
- 2010: Corina Casanova (geschlechtsabstrakte Bezeichnung Elter statt Vater und Mutter), der REWE-Baumarkt toom, ZDF
- 2011: Niedersächsisches Kultusministerium, Schlecker („For You. Vor Ort“), Volkswagen, Hamburg („Chicago Square“)
- 2012: Media-Saturn-Holding („Soo! muss Technik“), Unilever („Du darfst“), Ralf Wieland, Adam Opel AG („Opel Adam“)
- 2013: Thienemann-Verlag (Streichung des Wortes „Neger“ in „Die kleine Hexe“), Universität Leipzig („Herr Professorin“), Thüringer Ministerium für Bildung, Wissenschaft und Kultur (Abschaffung von Schreib- und Schönschriftunterricht), Peter Limbourg (Umstellen des Programms von DW auf Englisch)
- 2014: ADAC, Lidl, Wolfgang A. Herrmann, Jan-Hendrik Olbertz
- 2015: Alexander Graf Lambsdorff (Englisch als Verwaltungssprache in Deutschland), Axel Koblitz („Wir können Auto“), Bundesagentur für Arbeit („Early Intervention“), Österreichische Post („Why Nachten?“)
- 2016: Siemens („Ingenuity for Life“), Bremen, Niedersachsen, Schleswig-Holstein und Hamburg (Kündigung des Förderabkommens für das Institut für niederdeutsche Sprache), WDR („One“), Duden (Anpassung des Wortschatzes an Fehler)
- 2017: Thomas Krüger, Präsident der Bundeszentrale für Politische Bildung: Born in Bonn. Christian Lindner, Bundesvorsitzender der FDP: Digital first. Bedenken second. Aydan Özoguz, Staatsministerin und Beauftragte der Bundesregierung für Migration, Flüchtlinge und Integration: erkennt Keine deutsche Kultur jenseits der deutschen Sprache. Lars Petersen, Geschäftsführer der Deutschen SiSi-Werke Betriebs-GmbH: Capri Sun.
- 2018: Josef Lange, Vorsitzender des Rats für deutsche Rechtschreibung: Gender-Schreibreform. Yvonne Gebauer, Ministerin für Schule und Bildung des Landes NRW: Wirste Lehrer? Machste schlauer. Katarina Barley, Bundesjustizministerin: Genderstern. Andreas Geisel, Senator für Inneres und Sport in Berlin: Deutsch-Probleme bei der Berliner Polizei.

### Sprachwelt-Briefmarken
Zum „Welttag der Muttersprache“ 2004 ließ die DSW in einer Auflage von 10.000 Stück eine personalisierte Briefmarke in Österreich bedrucken, „als Antwort auf das Kauderwelsch bei der Deutschen Post“. Noch im selben Jahr folgte eine weitere Marke mit der Aufschrift „X-Mas? Nein danke! Wir feiern besinnliche Weihnachten“.

### Sprachpolitische Forderungen
Zum „Tag der deutschen Sprache“ 2003 veröffentlichte die DSW „zehn sprachpolitische Forderungen“:
1. Deutsch muss im öffentlichen Raum die vorrangige Sprache sein.
2. Die Unterrichtssprache in Schulen und Hochschulen ist Deutsch. Deutsch muss nationale Wissenschaftssprache sein.
3. Die deutsche Rechtschreibung muss einheitlich geregelt sein.
4. Deutsch muss in der Europäischen Union Arbeits- und Veröffentlichungssprache sein.
5. Die deutschen Mundarten und die deutsche Schrift sind besonders zu schützen.
6. Die Beherrschung der deutschen Sprache ist Voraussetzung für Einbürgerung und langfristigen Aufenthalt.
7. Bildung und Familie müssen gefördert werden, um die deutsche Sprache zu stärken.
8. Die deutsche Sprache muss auch im Ausland gefördert werden.
9. Die deutsche Sprache ist vor politischem Missbrauch zu schützen.
10. Ein neuer Deutscher Sprachrat betreut die Erfüllung dieser Forderungen.

## Politische Positionierung
Die Deutsche Sprachwelt bezeichnet sich als „unabhängig und überparteilich“. In der DSW schreiben auch Politiker verschiedener Parteien, darunter etwa Peter Müller (CDU), Hartmut Koschyk (CSU), Martin Schulz (SPD) und Oskar Lafontaine (BSW). Der Chefredakteur der Deutschen Sprachwelt, Thomas Paulwitz, distanzierte sich im Mai 2006 von der NPD (seit 2023 Die Heimat). Doch gibt es gelegentlich Vorwürfe, auch im rechtskonservativen Umfeld tätig zu sein. Paulwitz wurde 2006 zusammen mit Elisabeth Noelle-Neumann der Gerhard-Löwenthal-Preis zuerkannt, den die rechtskonservative Wochenzeitung Junge Freiheit, für die er regelmäßig schreibt, mitvergibt. Theodor Ickler, ein Germanist und Rechtschreibreformkritiker, hat sich u. a. von der Deutschen Sprachwelt distanziert: „Meine Abgrenzung zur Jungen Freiheit und zur Deutschen Sprachwelt (entgegen meiner früheren, längst als falsch erkannten Offenheit nach allen Seiten) ist politisch motiviert. Ich habe mit der Rechten nichts zu tun.“ „Eine Fülle von Reaktionen“ verursachte andererseits der DSW-Artikel „Korruption des Denkens“ von Oskar Lafontaine. Während die einen Leser den Abdruck lobten, „daß die Deutsche Sprachwelt unabhängig und ausgewogen zu berichten weiß und daß das Eintreten für unsere Sprache nicht ideologisch und rechtskonservativ eingefärbt sein muß“ (Alfred Bielefeld), fühlten sich andere Leser abgestoßen: „Aus einem Mitstreiter und Unterstützer ist nun ein Gegner geworden“ (Erwin H. Kleine).

## Sekundärliteratur
- Falco Pfalzgraf: Der Verein für Sprachpflege / Die Deutsche Sprachwelt. In: Falco Pfalzgraf: Neopurismus in Deutschland nach der Wende. Lang, Frankfurt am Main (etc.) 2006, S. 100–129.
- Christian Schütte: Zur Funktion von Emotionen in sprachkritischer Argumentation. Eine Analyse von Beiträgen aus der „Deutschen Sprachwelt“. In: Jörg Bücker, Elke Diedrichsen, Constanze Spieß (Hg.): Perspektiven linguistischer Sprachkritik (= Perspektiven Germanistischer Linguistik, 13). ibidem, Stuttgart 2015, S. 47–74.
- Karoline Wirth: Der Verein Deutsche Sprache. Hintergrund, Entstehung, Arbeit und Organisation eines deutschen Sprachvereins (= Bamberger Beiträge zur Linguistik, 1). University of Bamberg Press, 2010, ISBN 978-3-923507-65-8, Abschnitt 1.7.5 Verein für Sprachpflege / Deutsche Sprachwelt, S. 121–125 (Online (Memento vom 20. Juli 2018 im Internet Archive)).